# Smile (Avril Lavigne)
"Smile" je pjesma kanadske pjevačice Avril Lavigne. Objavljena je 17. svibnja 2011. godine kao drugi singl s njenog četvrtog studijskog albuma Goodbye Lullaby. Pjesmu su napisali Avril Lavigne, Max Martin i Shellback, a producenti su Max Martin i Shellback.

## O pjesmi
Lavigne je preko svog Twittera pitala obožavatelje koju pjesmu da objavi kao drugi singl, mogli su birati između "Smile" i "Push". Kasnije je objavljeno kako će drugi singl biti "Smile". Mediji su izvjestili kako se Lavigne borila da "Push" postane singlom, ali njena diskografska kuća RCA Records odlučila je kako će radijska premijera pjesme u Poljskoj biti 19. travnja 2011. godine. Videospot za pjesmu će biti snimljen u svibnju.

## Popis pjesama
Digitalno preuzimanje
1. "Smile" - 3:29

CD singl
1. "Smile" - 3:29
2. "What the Hell" (Bimbo Jones Remix) – 4:10

## Ljestvice
| Ljestvice (2011.)       | Najviša pozicija |
| ----------------------- | ---------------- |
| Australija              | 25               |
| Austrija                | 37               |
| Belgija (Flandrija)     | 2                |
| Belgija (Valonija)      | 4                |
| Japan                   | 25               |
| Južna Koreja            | 11               |
| Kanada                  | 61               |
| Novi Zeland             | 30               |
| Slovačka                | 27               |
| SAD Billboard Hot 100   | 94               |
| SAD Billboard Pop Songs | 31               |

## Povijest objavljivanja
| Država     | Datum             | Izdavač     | Format   |
| ---------- | ----------------- | ----------- | -------- |
| Australija | 11. ožujka 201.   | Sony Music  | Radio    |
| SAD        | 17. svibnja 2011. | RCA Records | Radio    |
| Njemačka   | 10. lipnja 2011.  | RCA Records | CD singl |